# Мели, Джозуэ
Джозуэ Бернардино Мели (итал. Giosuè Bernardino Meli; 8 октября 1816, Луццана, Ломбардия — 22 февраля 1893, Рим) — итальянский скульптор неоклассического направления.

## Биография
Джозуэ родился в Луццане, небольшом селении на вершине холма в долине Валь-Каваллина в провинции Бергамо, Ломбардия, в семье землевладельца Джованни Антонио Мели (1777—1838) и Лючии Мокки. Он был восьмым из одиннадцати детей. Склонность Джозуэ к скульптуре проявилась рано: в шестнадцать лет он вырезал из дерева статуэтку мёртвого Христа, ныне хранящуюся в приходе Луццана. В 1836—1840 годах молодой художник учился в Академии Каррары в Бергамо. В 1838 году он потерял отца, на могиле которого он создал надгробие из каррарского мрамора с изображением скорбящей женской фигуры в стиле Кановы. К этому периоду относится большой барельеф, высеченный в скале в Луццане и называемый «Гигант». После многих лет забвения произведение было восстановлено и улучшено.

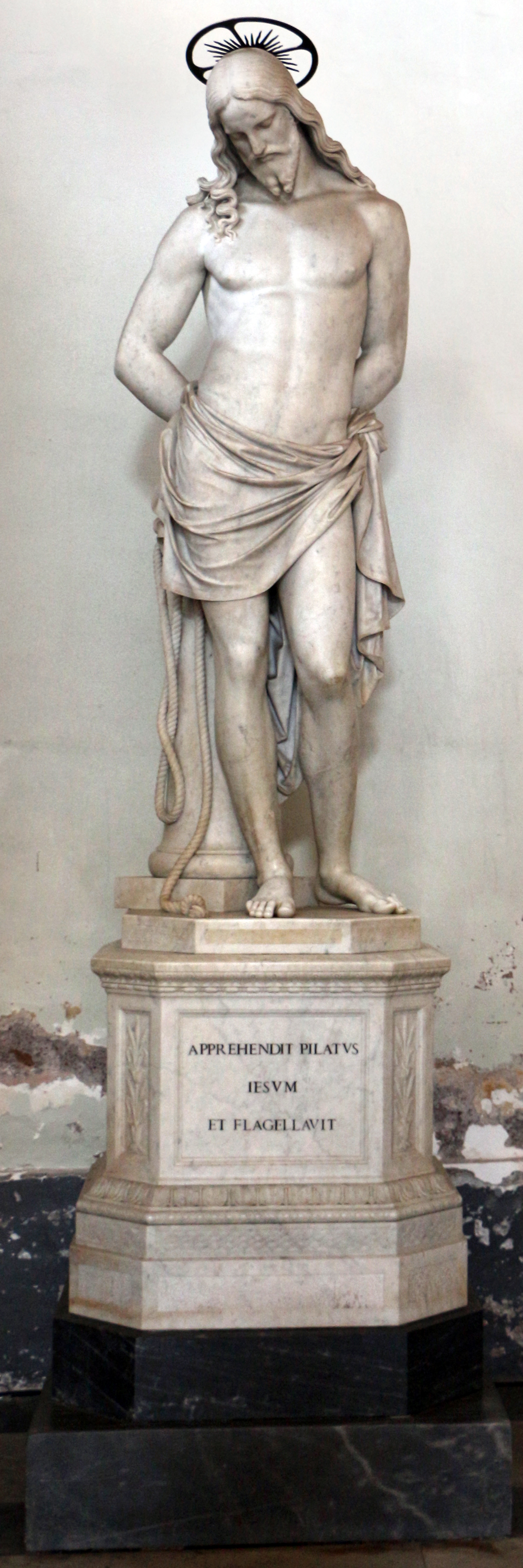
Связанный Христос у колонны бичевания. 1874. Мрамор. Скала Санта, Рим

В 1840 году, благодаря покровительству некоторых видных деятелей бергамского общества того времени Джозуэ Мели переехал в Рим. В городе папы Пия IX он часто бывал у Джованни Марии Бенцони, известного скульптора родом из Бергамо. Мели совершенствовал свои скульптурные навыки, следуя примерам Торвальденсена и Тенерани, в поисках выразительного языка, находящегося как раз между неоклассицизмом и романтизмом. В последующие годы Джозуэ Мели устроил мастерскую в доме на площади Ланчеллотти и женился на своей соотечественнице Агостине Кремонези.
В 1861 году Мели представил публике огромную статую из каррарского мрамора, изображающую мать с маленьким сыном во время извержения Везувия в 79 году нашей эры. Эта работа ознаменовала окончательное утверждение Мели в художественной панораме итальянской столицы. «Помпеянскую мать» приобрёл лорд Митчелл Генри, богатый финансист и член британского парламента, который обустроил главную комнату своего дворца в Кенсингтоне, Лондон, для размещения работ Мели. Из-за финансового кризиса лорда Генри работа была продана с аукциона в 1900 году и в настоящее время считается пропавшей. В Риме Джозуэ Мели создал скульптуру связанного Христа у колонны бичевания (1874), которая была установлена в здании Скала Санта в Риме. Другое произведение этого периода — памятник Святой Франциске Римской (1869) хранится в церкви Святой Марии на Римском форуме (Santissimo Nome di Maria al Foro Traiano).
Мраморная скульптура Джозуэ Мели «Невинность и верность» (1854) экспонируется в зале Строгановского дворца Государственного Русского музея в Санкт-Петербурге. Скульптуру приобрела императрица Александра Фёдоровна, супруга императора Николая I. Императрица посетила мастерскую Мели во время одной из своих поездок по Европе.
Джозуэ Мели, хотя и жил в Риме, часто возвращался в Бергамо по просьбе многочисленных местных заказчиков, но прежде всего для того, чтобы пожить в своей родной деревне Луццана.
Скульптор скончался в Риме 22 февраля 1893 года и был похоронен на римском кладбище Кампо Верано. В настоящее время в Италии и за рубежом зарегистрировано более пятидесяти скульптур работы Мели. Некоторые произведения хранятся в его родном городе, в Музее современного искусства Луццаны. В специальной комнате хранятся некоторые скульптуры, в том числе «Четыре путти», найденные в Бостоне (США), бюст, изображающий дочь Лючии Преццати, его благодетельницы, и надгробие, которое молодой Джозуэ Мели изваял в память о своем отце Джованни, умершем, когда ему было чуть больше двадцати лет. В последние годы музей посвятил скульптору из Луццары книгу, написанную Карло Пинесси и полную редких фотографий.